# Smysława
Smysława – staropolskie imię żeńskie, będące prawdopodobnie skróceniem pierwotnego Smysłsława, złożonego z dwóch członów: Smysł- ("zmysł", albo s-mysł – "z myśli, z myślenia") i -sława ("sława"). Mogło oznaczać "ta, która jest sławna dzięki swojemu intelektowi".
Męski odpowiednik: Smysław.
Smysława imieniny obchodzi 31 stycznia.